# Kiss Kiss Bang Bang
Kiss Kiss Bang Bang es una película estadounidense, estrenada en 2005, dirigida por Shane Black y protagonizada por Robert Downey Jr., Val Kilmer y Michelle Monaghan.

## Sinopsis
Comenzando en una fiesta en Los Ángeles cerca de Navidad, Harry Lockhart (Robert Downey Jr.) narra en primera persona los eventos de la película. Luego de escapar de un robo frustrado a una juguetería, el amigo de Harry resulta muerto, obligándolo a ocultarse en un edificio donde estaban realizando una audición. Al ver que el guion era similar a los hechos de esa noche, Harry impresiona a los productores con su actuación.
Luego de que Harry vuela a Hollywood para una prueba de escena, le presentan a "Gay" Perry Van Shrike (Val Kilmer), quien se ofrece para ayudar a Harry en su preparación para el papel. Al comienzo de la fiesta, Harry se encuentra con su amiga y amor de la niñez Harmony Lane (Michelle Monaghan). Debido a que su hermana era abusada sexualmente por su padre, Harmony viajó a Los Ángeles para convertirse en actriz y ayudar a su hermana. Al mismo tiempo Harry conoce a Harlan Dexter (Corbin Bernsen), un actor millonario retirado que recientemente ha resuelto un enfrentamiento de diez años por la herencia de su esposa con su hija Verónica.
Al día siguiente mientras investigan, Harry y Perry presencian un vehículo y un cuerpo que son arrojados a un lago, sólo para ser detectados por los asesinos; como Perry accidentalmente le dispara al cuerpo, no pueden recurrir a la policía. Mientras vuelven al hotel, Harry recibe una llamada avisándole del suicidio de Harmony, sólo para que momentos después esta aparezca a la puerta de su habitación informándole que su hermana había volado a Los Ángeles, robado su billetera y documentos y luego suicidado.
Creyendo que Harry es un detective, Harmony le pide que investigue la muerte de Jenna, porque piensa que se trata de un homicidio. Luego de que Harmony se va, Harry descubre en su baño el cuerpo que estaba en el lago junto con un arma que le había sido plantada. Luego de que él y Perry se deshacen del cadáver, este es encontrado e identificado como Verónica Dexter, a quien habían visto en la fiesta. Perry le dice a Harry que se vaya de Los Ángeles debido a que los asesinos lo tenían identificado y en la mira. No obstante, Harry descubre que Perry había sido contratado por la fallecida hermana de Harmony, revelando la unión entre los dos casos.
Asistiendo a una fiesta donde Harmony está trabajando, los tres descubren que Harmony le había dicho a su difunta hermana que su padre era el personaje interpretado por Harlan Dexter y que eso fue lo que la determinó a viajar a Los Ángeles. Mientras Perry se retira para vigilar otro caso, Harry es confrontado por los asesinos del lago (Dash Mihok y Rockmond Dunbard) quienes lo amenazan y golpean. Mientras lleva a Harry al hospital, Harmony se da cuenta de que los asesinos se dirigen hacia donde Perry está vigilando, y decide ir a rescatarlo. En tanto Harry está inconsciente en el auto de Harmony, una chica de cabello rosa cómplice de los asesinos (Shannyn Sossamon) inadvertidamente lleva a Harry hasta su guarida; cuando Harry la ve siendo asesinada por uno de los homicidas del lago, preso de ira lo mata.
Luego de que Harmony desaparece siguiendo una pista, Harry y Perry investigan una clínica privada de propiedad de Harlan Dexter; allí descubren que Verónica Dexter fue muerta y su cuerpo suplantado por otro lo que desestimó los cargos contra Harlan y lo puso en posesión de toda la herencia de su esposa. Tras ser capturados por Harlan, les revela que su plan es quemar el verdadero cuerpo de su hija para destruir la evidencia sólo para que Harmony robe y estrelle la camioneta dejando el cuerpo de Verónica colgando de un puente en la carretera. Luego de que Harmony se escapa y golpea luego de una caída, tiene lugar una balacera que deja a Harry y Perry heridos. Harry en el intento por salvar a Harmony, cae por el puente agarrándose del cuerpo de Verónica. Después de un tiroteo con Harlan y sus secuaces, Harry encuentra a Harmony y se desmaya por sus heridas.
Cuando Harry despierta en el hospital, se halla con que Harmony y Perry están bien, y este revela que la hermana de Harmony no fue asesinada sino que efectivamente se había suicidado. Luego de que Jenna escapó de los abusos en Indiana, buscó a Harlan creyendo que era su verdadero padre solo para encontrarlo teniendo sexo con la chica de cabello rosa que hacía de hija impostora. Ante esto, Jenna creyó que Harlan era un abusador como su padre verdadero, y después de haber contratado a Perry con la tarjeta de crédito de Harmony para que investigue, acabó con su vida.
La película contiene un epílogo donde Perry confronta al padre de Harmony y Jenna, y luego da paso a un monólogo donde Harry cuenta cómo actualmente trabaja para Perry.

## Reparto
- Robert Downey Jr. - Harry Lockhart
- Val Kilmer - "Gay" Perry van Shrike
- Michelle Monaghan - Harmony
- Corbin Bernsen - Harlan Dexter
- Dash Mihok - Señor Frying Pan
- Ali Hillis - Marleah
- Larry Miller- Dabney Shaw
- Rockmond Dunbar - Señor Fire
- Shannyn Sossamon - Chica del pelo rosa
- Angela Lindvall - Flicka

## Premios
- Premio Satellite 2005: al actor más destacado – cine (Val Kilmer)
- Premio Phoenix Film Critics Society 2005: a la película más desapercibida
- Premio San Diego Film Critics Society 2005: al mejor guion (Shane Black)
- Premio Empire Awards 2006: al mejor thriller

## Comentarios
Un enrevesado thriller de comedia y acción, inspirado en los clásicos del cine negro de la década de 1960. Este trabajo supone el debut como director de Shane Black, uno de los pioneros en los guiones de películas de acción y que se dio a conocer en 1987 como guionista de Lethal Weapon.
Robert Downey Jr. ha alcanzado el éxito tras tres décadas en el mundo del espectáculo, gracias a sus papeles en Chaplin, por la que fue nominado al premio Oscar, y la serie de televisión Ally McBeal. Le acompañan Val Kilmer (Top Gun, Alejandro Magno); Michelle Monaghan (Infiel) y Corbin Bernsen (El dentista).

## Críticas
La película fue elogiada por su aguda y astuta comicidad, así como por la química en pantalla mostrada por Downey y Kilmer y a sus interpretaciones individuales. Mike Russell del Oregonian apuntó que "es una de las más deleitables actuaciones de Downey, y una de las más graciosas de Kilmer. Es una comedia de relaciones envuelta en acción y diálogos fuertes, un retorno triunfante para Black y una de las mejores películas del año".